# V.I.P. (Lied)
V.I.P. ist eine Single des deutschen Rappers Prince Kay One und der R’n’B-Gruppe The Product G&B. Die Single wurde am 31. Mai 2013 als Download und als CD veröffentlicht.

## Musik
Die Gruppe The Product G&B, bestehend aus David McRae und Marvin Moore-Hough, ist als Feature-Gast auf der Single vertreten. Das Duo, welches durch den Song Maria Maria mit Carlos Santana im Jahr 2000 weltweit erfolgreich war, tritt im Refrain in Erscheinung.
Die Beats stammen größtenteils von Phillippe Heithier und der Text wurde von Kay One und Kns Tha Engineer geschrieben.

## Covergestaltung
Im oberen Teil des Covers befinden sich die Schriftzüge „Prince Kay One“, darunter „AP Millionairs Club“. Der Hintergrund des Covers ist in weiß gehalten. In den Buchstaben „V.I.P.“ ist ein Strand mit Palmen zu sehen. Im unteren Teil des Covers zieht sich der Schriftzug „Feat. The Product G&B“.

## Vermarktung
Ab dem 30. April 2013 war die Single vorbestellbar. Das Musikvideo wurde am 31. Mai 2013 mit der Single zusammen veröffentlicht. Zuvor wurden einige Trailer veröffentlicht.
Die Single, auf der neben der Original- und Instrumental-Version auch noch das Musikvideo enthalten war, erscheint über Prince Kay Ones eigenes Label AP Allstars. Zudem wurde auf den Sendern ProSieben uns Sat.1 Werbung für die Single ausgestrahlt. Am 2. Juni 2013 präsentierte Prince Kay One die Single im ZDF-Fernsehgarten. Außerdem hatte er Auftritte in Bulgarien, wo er die Single präsentierte.

## Titelliste
Titelliste der deutschen Single
| # | Titel                         | Länge |
| - | ----------------------------- | ----- |
| 1 | V.I.P. (German Version)       | 4:24  |
| 2 | V.I.P. (Instrumental Version) | 4:24  |
| 3 | V.I.P. (Musikvideo)           | 4:35  |

Titelliste der englischen Single
| # | Titel                    | Länge |
| - | ------------------------ | ----- |
| 1 | V.I.P. (English Version) | 4:24  |

## Musikvideo
Das in Rio de Janeiro gedrehte Musikvideo wurde am 30. Mai 2013 auf der Plattform Myvideo veröffentlicht. Das von Lars Timmermann gedrehte Video zeigt Szenen in einer Bar, an einem Strand und auf der berühmten Escadaria Selarón, und Prince Kay One rappt vor einem Swimmingpool.

## Charts
In der 25. Kalenderwoche erreichte V.I.P. in den deutschen Charts den vierten Platz. In Österreich gelangte die Single auf Platz 9 und in der Schweiz schaffte sie es auf Position 10.
| ChartsChartplatzierungen | Höchstplatzierung | Wochen |
| ------------------------ | ----------------- | ------ |
| Deutschland (GfK)        | 4 (14 Wo.)        | 14     |
| Österreich (Ö3)          | 9 (11 Wo.)        | 11     |
| Schweiz (IFPI)           | 10 (3 Wo.)        | 3      |